# Francesco Pesellino

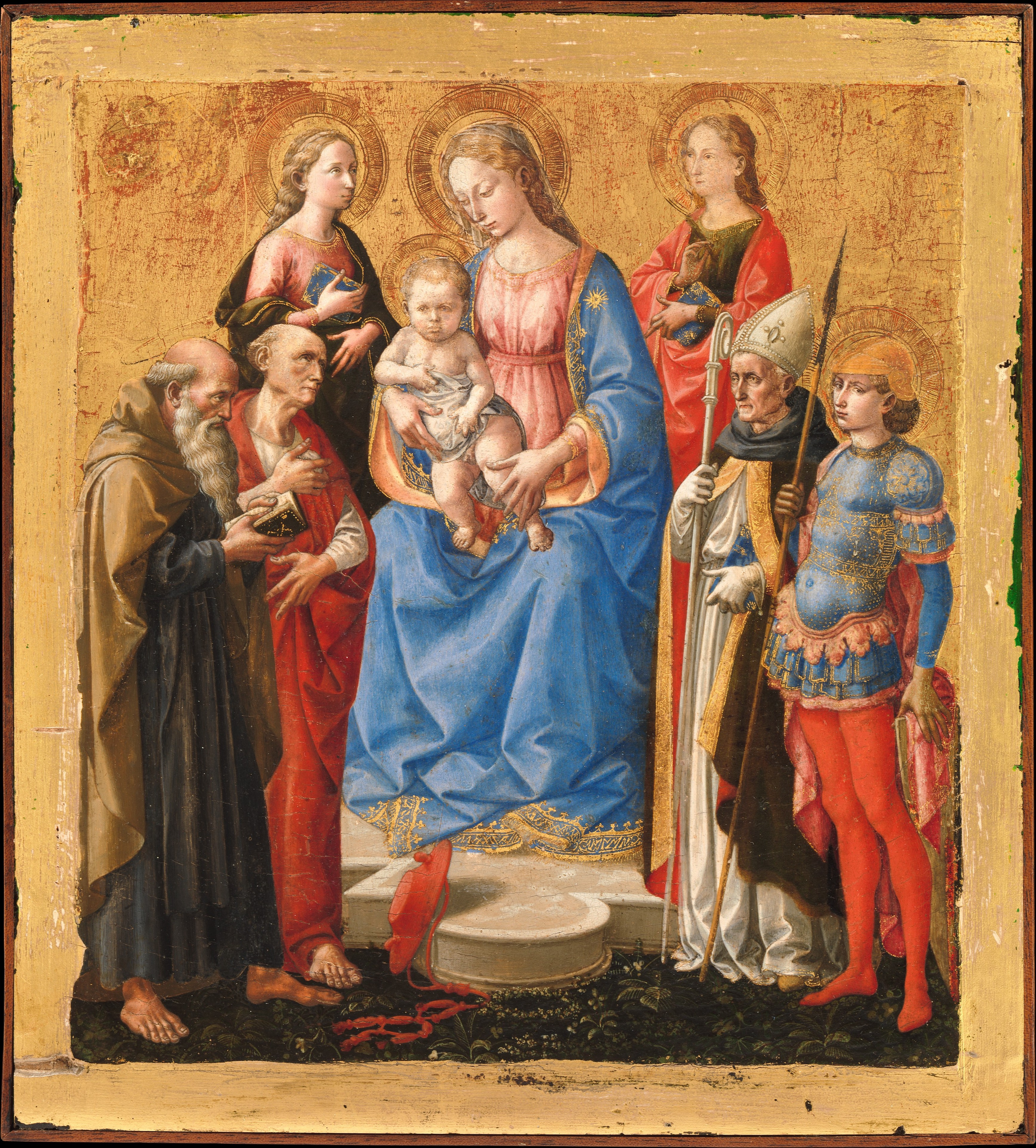
Francesco Pesellino: Maria mit Kind und sechs Heiligen, Tempera (um 1450)

Francesco di Stefano, genannt Pesellino (* wahrscheinlich 1422; † 29. Juli 1457 in Florenz) war ein Maler im Florenz der Renaissance. Er steht dem Stil seines florentinischen Zeitgenossen Fra Filippo Lippi nahe und malte kleinformatige Gemälde mit religiösen Themen. Außerdem wird ihm die Bemalung einiger unter Kennern bekannter Brauttruhen (cassoni) zugeschrieben.

## Il Pesellino
Francesco di Stefano war als Il Pesellino, Francesco Pesellino, oder auch Francesco di Stefano Pesellino bekannt. Er war Sohn des Malers Stefano di Francesco und lebte nach dem Tod seines Vaters 1427 bei seinem ebenfalls als Maler tätigen Großvater mütterlicherseits Giuliano Pesello (* 1367; † 1446). Er bekam danach den Zunamen Il Pesellino und nahm auch selbst den Namen Francesco Pesellino in Gebrauch.

## Stil und Werkstatt
Nach erster Ausbildung vermutlich durch seinen Großvater soll Pesellino mit Piero di Lorenzo und Zanobi di Migliore in Florenz eine eigene Werkstatt im Corso degli Adimari (heute Via dei Calzaiuoli) betrieben haben. Eventuell war er zwischendurch auch ein Schüler des Fra Filippo Lippi, jedenfalls gilt er als von diesem sehr beeinflusst.
Pesellino schuf hauptsächlich kleinformatige religiöse Werke und Brauttruhen (Cassoni) bemalt mit Szenen aus Mythen und Legenden. Sein Stil steht dem seines florentinischen  Zeitgenossen Lippi nahe, dessen Werkstatt auch nach dem frühen Tod Pesellinos eines seiner unvollendet gebliebenen Werke fertiggestellt haben soll. Pesellinos Malweise nimmt die Entwicklung der nachfolgenden florentinischen Maler wie Verrochino und Pollaiuoli vorweg.

## Werke (Auswahl)

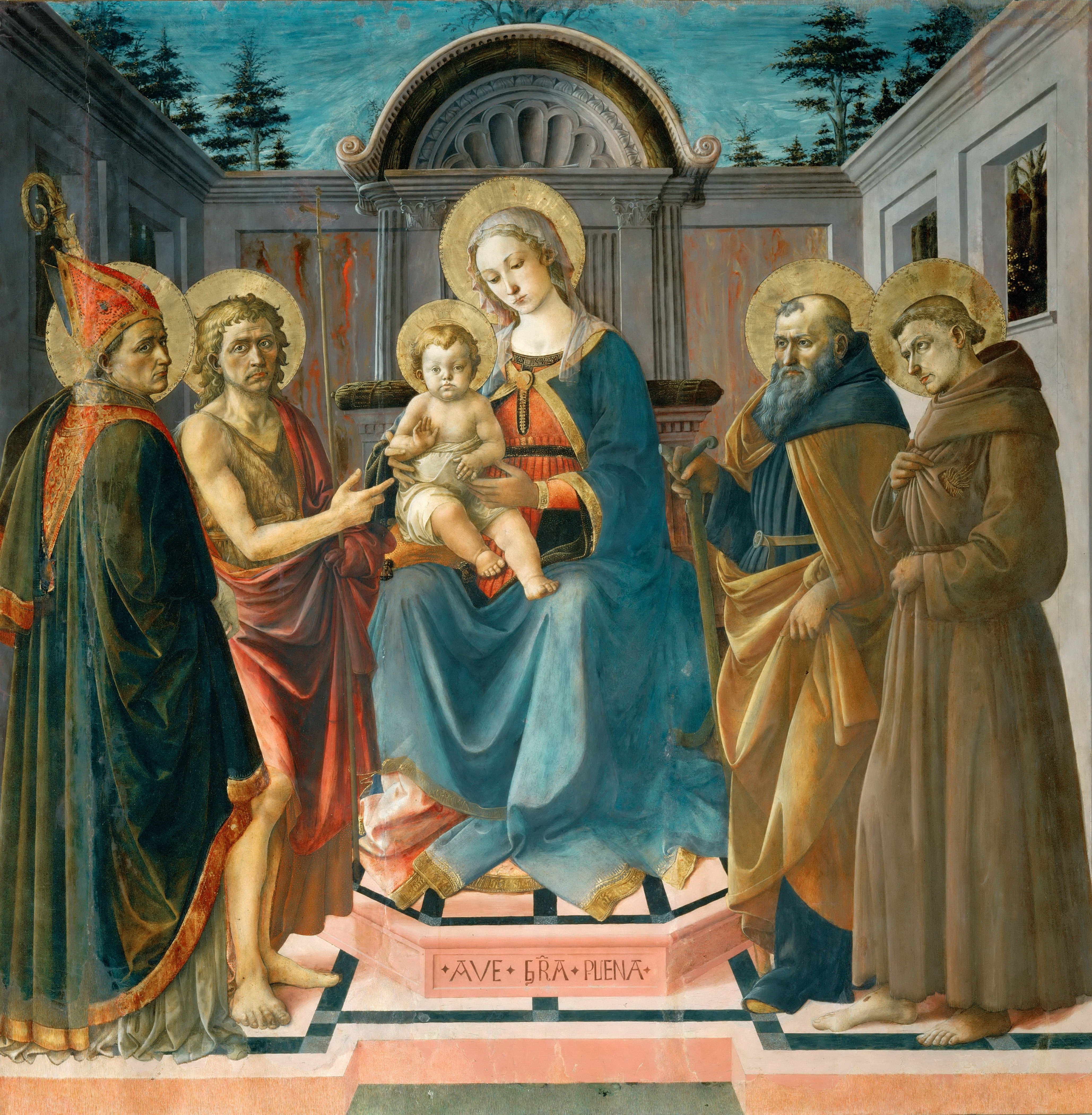
Maria mit Kind und Heiligen (Sacra Conversazione)

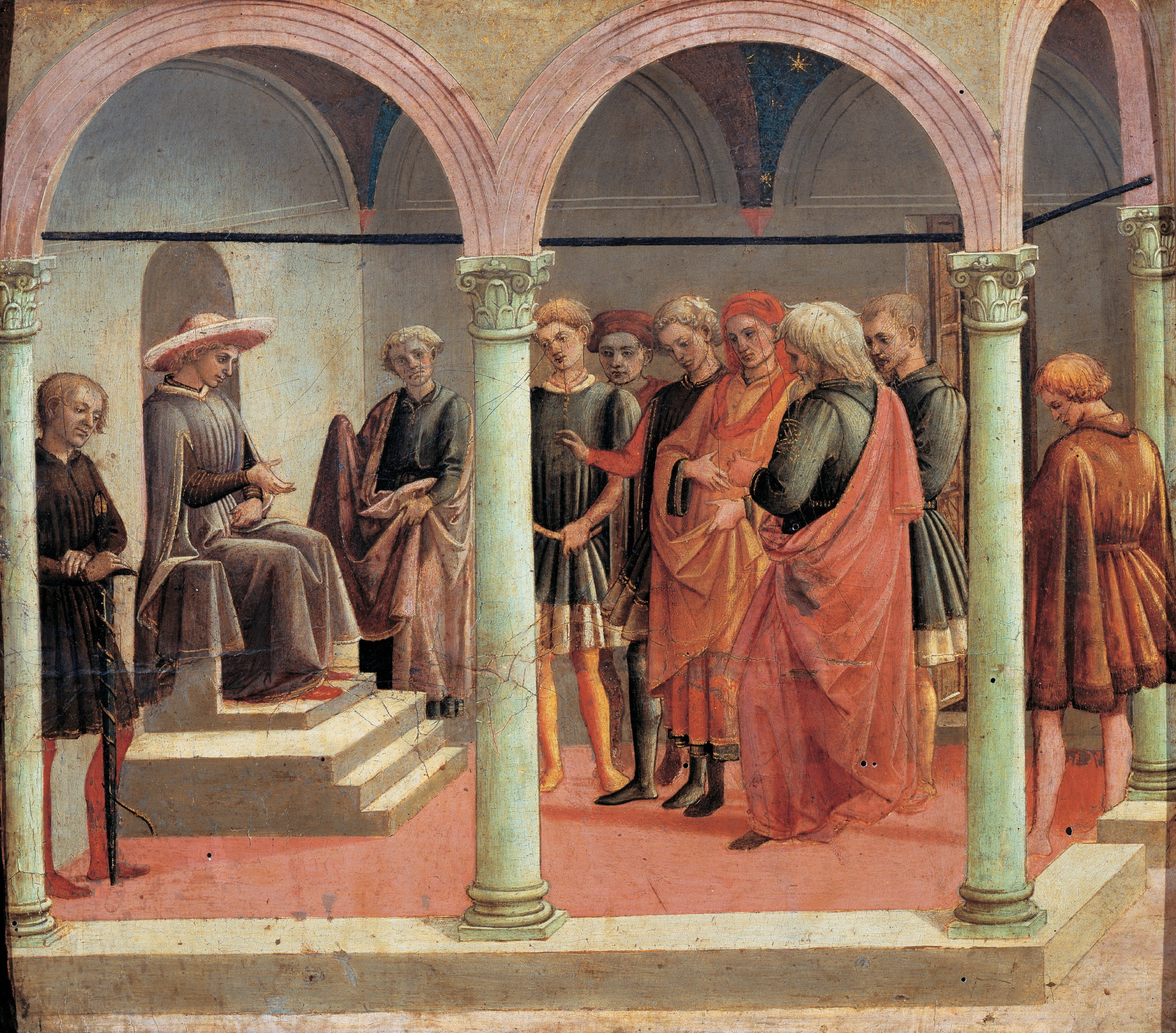
Szenen aus dem Leben der Griseldis (um 1450)

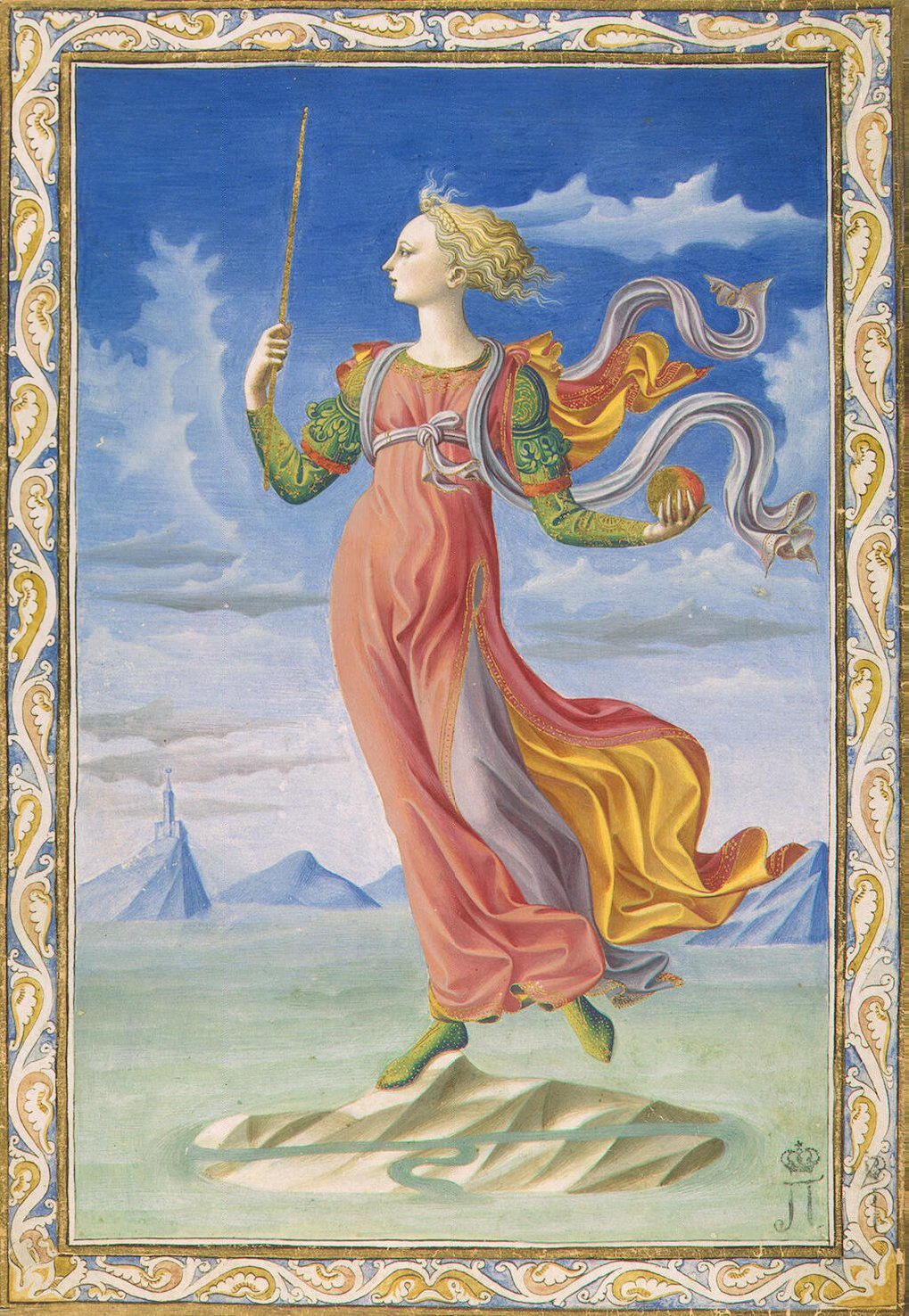
Allegorie Rom (Buchillustration)

### Gemälde
- Dreifaltigkeitsaltar (Trinitaetsaltar von Pistoia) 1455–1460, National Gallery, London
  - Pesellinos Dreifaltigkeitsaltar ist sein einziges dokumentarisch sicher zuzuordnendes Werk. Es wurde im September 1455 bei ihm durch ein Priesterkollegium aus Pistoia in Auftrag gegeben und war bei seinem Tod noch nicht vollendet, die Fertigstellung geschah dann bis 1460 durch Lippi oder seine Werkstatt.
- Predella mit Christi Geburt und Szenen aus Leben und Martyrium von Heiligen.
  - Vasari[4] berichtet in 16. Jh. von Pesellinos Predella zu einem Altar von Lippi für die Kirche Santa Croce in Florenz. Wahrscheinlich im 18. Jahrhundert zersägt in sechs Teile befinden sich diese heute aufgeteilt zwischen Uffizien, Louvre und Accademia Carrara Bergamo.

- Weitere Gemälde
  - Maria mit Kind und Heiligen. Louvre, Paris
  - Maria mit Kind und sechs Heilige. Metropolitan Museum of Art, New York[5]
  - Verkündigung. The Courtauld Gallery, London
  - Kreuzigung. National Gallery of Art, Washington
  - Das Wunder des Hl. Silvester. Worcester Art Museum (evtl. Teil der Predella)
  - Der Bau des Tempels. Fogg Art Museum (Pesellino oder Pesellino Nachfolger zugeschrieben)[6]

### Cassoni (Brauttruhen)
Cassoni (zugeschrieben)
- Triumph des David. National Gallery, London[7]
- Triumph der Liebe, der Keuschheit und des Todes. Isabella Stewart Gardner Museum, Boston[8]
- Triumph des Petrarca. Isabella Stewart Gardner Museum, Boston[9].
- Das Leben der Griseldis. Galleria dell'Accademia Carrara,. Bergamo[10].

### Buchmalerei
Aus einer Serie von sechs Bildern mit Allegorien 
- Rom, ca. 1448. Eremitage, Sankt Petersburg
- Karthago, ca. 1448. Eremitage, Sankt Petersburg